# Viajar (álbum)
Viajar es el segundo álbum de estudio de la banda de rock Chilena Lucybell, lanzado en octubre de 1996. Fue producido por Mario Breuer y Lucybell para el sello EMI Odeón Chilena. Fue grabado en los estudios Master y Kadorna, ambos en Providencia, Santiago de Chile, mezclado en estudios Master y Masterizado en Soundesigner, Buenos Aires, Argentina.
El disco recibió buenas críticas en la época y se convirtió en Disco de Oro a los meses de su lanzamiento, y posteriormente Disco de Platino.
A fines de 1997, obtienen por segunda vez el premio APES, pero esta vez como El Mejor Grupo de Chile (1997), y en ese mismo año son invitados al Festival de la Canción de Viña del Mar para la edición de 1998.
El primer sencillo de este disco es «Mataz», el que anteriormente había sido lanzado como EP, el segundo sencillo es «Carnaval» y el tercero «Viajar». Las canciones fueron compuestas durante la gira de Peces, en particular «Mataz» tuvo la letra compuesta durante una estadía en un hotel de Iquique, mientras el aspecto sonoro fue descrito por Valenzuela como más tranquilo y con una energía nueva. Las canciones de este disco, al igual que su álbum debut, están altamente influenciadas por el rock alternativo británico de los 80 y comienzos de los 90, con grupos como My Bloody Valentine, Lush, The Cure y Cocteau Twins.[cita requerida]
En abril de 2008, la edición chilena de la revista Rolling Stone situó a este álbum como el 49.º mejor disco chileno de todos los tiempos.

## Listado de canciones
Todas las letras escritas por Claudio Valenzuela, toda la música compuesta por Lucybell. 
| N.º   | Título                     | Duración |  |
| 1.    | «Viajar»                   | 4:06     |  |
| 2.    | «Mi luz crece»             | 3:32     |  |
| 3.    | «Me dejo tentar»           | 4:24     |  |
| 4.    | «Carnaval»                 | 4:25     |  |
| 5.    | «Entre el sol y dos ojos»  | 3:52     |  |
| 6.    | «Tropezar al andar»        | 4:15     |  |
| 7.    | «Mataz»                    | 5:45     |  |
| 8.    | «Ver»                      | 3:30     |  |
| 9.    | «Hacia el cielo»           | 1:18     |  |
| 10.   | «Tu honor»                 | 2:57     |  |
| 11.   | «Si no sé abrir mis manos» | 4:00     |  |
| 12.   | «Eléctrico cariño»         | 2:48     |  |
| 44:58 |                            |          |  |

## Personal
Lucybell
- Claudio Valenzuela - Voz, Guitarra.
- Marcelo Muñoz - Bajo, Guitarra acústica, Teclado.
- Gabriel Vigliensoni - Teclados, programación, secuencias.
- Francisco González - Batería, bajo, percusión, teclado.

Adicional
- Mario Breuer – Producción.
- Daniel Parra – Asistente de estudio.
- Javier Pañella – Arte.
- Alejandro Barruel – Fotografía.

## Sencillos
- «Mataz», 1996
- «Si No Sé Abrir Mis Manos», 1997
- «Carnaval», 1997
- «Viajar», 1997

## Reconocimientos
| Publicación   | País           | Lista                                                   | Año  | Puesto |
| ------------- | -------------- | ------------------------------------------------------- | ---- | ------ |
| Al Borde      | Estados Unidos | Los 250 álbumes más importantes del Rock Iberoamericano | 2006 | 116    |
| Rolling Stone | Chile          | Los 50 mejores discos chilenos                          | 2008 | 49     |